# Conte de Noël (Maupassant)
Pour les articles homonymes, voir Conte de Noël (homonymie).
Conte de Noël est une nouvelle de Guy de Maupassant, parue en 1882.

## Historique
Conte de Noël est initialement publiée dans la revue Le Gaulois du 25 décembre 1882, puis dans le recueil Clair de lune en 1883.

## Résumé
Le docteur Bonenfant raconte comment il a vu un miracle lors d’une nuit de Noël. Il était alors médecin de campagne dans le bourg de Rolleville, en Normandie. Cette année-là, il avait neigé dès novembre, huit jours sans interruption. Le père Vatinel, le forgeron du village, était sorti pour aller chercher du pain. Sur le chemin du retour, il trouve un œuf encore chaud sur la neige et le donne à sa femme. Dès que sa femme le mange, elle se convulsionne en hurlant : « J’lai dans le corps ».  Le docteur est appelé, mais sa science ne peut rien. Puis, c’est le curé qui administre des formules d’exorcismes, sans résultat. La nuit de Noël, le curé lui demande d’amener la patiente lors de la messe de minuit, ligotée et transportée par quatre hommes. Elle se débat et hurle quand elle voit l’hostie. Les pratiquants sont prosternés. Les cris de la folle se font plus rares, moins perçants, et elle s’endort. Elle se réveillera quarante heures plus tard, sans souvenir de sa possession.

## Éditions
- Conte de Noël, dans Maupassant, Contes et Nouvelles, texte établi et annoté par Louis Forestier, Bibliothèque de la Pléiade, éditions Gallimard, 1974  (ISBN 978 2 07 010805 3).